# Eilema inornata
Eilema inornata är en fjärilsart som beskrevs av Sir George Hamilton Kenrick 1914. Eilema inornata ingår i släktet Eilema och familjen björnspinnare. Inga underarter finns listade i Catalogue of Life.